# Xunhe (köpinghuvudort i Kina, Heilongjiang Sheng, lat 49,34, long 128,07)
Xunhe (kinesiska: 逊河, 逊河镇) är en köpinghuvudort i Kina. Den ligger i provinsen Heilongjiang, i den nordöstra delen av landet, omkring 410 kilometer norr om provinshuvudstaden Harbin. Antalet invånare är 9 162. Befolkningen består av 4 476 kvinnor och 4 686 män. Barn under 15 år utgör 15,0 %, vuxna 15-64 år 77 %, och äldre över 65 år 6,0 %.
Runt Xunhe är det mycket glesbefolkat, med 6 invånare per kvadratkilometer. Närmaste större samhälle är Xunke Nongchang, 4,3 km öster om Xunhe. Trakten runt Xunhe består till största delen av jordbruksmark.
Genomsnittlig årsnederbörd är 842 millimeter. Den regnigaste månaden är juli, med i genomsnitt 203 mm nederbörd, och den torraste är januari, med 13 mm nederbörd.